# Maniola pamphilus
Maniola pamphilus är en fjärilsart som beskrevs av Hüfnagel 1766. Maniola pamphilus ingår i släktet Maniola och familjen praktfjärilar. Inga underarter finns listade i Catalogue of Life.